# Plebiscyt Przeglądu Sportowego 1999
65. Plebiscyt Przeglądu Sportowego na najlepszego sportowca Polski zorganizowano w 1999 roku.

## Wyniki
1. Tomasz Gollob – żużel (1 626 330 pkt.)
2. Mateusz Kusznierewicz – żeglarstwo (1 113 644)
3. Beata Maksymow – judo (881 925)
4. Szymon Kołecki – podnoszenie ciężarów (789 241)
5. Małgorzata Dydek – koszykówka (784 703)
6. Marcin Urbaś – lekkoatletyka (671 354)
7. Agata Wróbel – podnoszenie ciężarów (565 978)
8. Dorota Idzi – pięciobój nowoczesny (553 935)
9. Tomasz Czubak – lekkoatletyka (434 455)
10. Sebastian Chmara – lekkoatletyka (399 498)

Gala Mistrzów Sportu transmitowana była przez Telewizję Polsat.